# 庫斯廷 (里夫內區)
50°42′18″N 26°18′42″E / 50.70500°N 26.31167°E

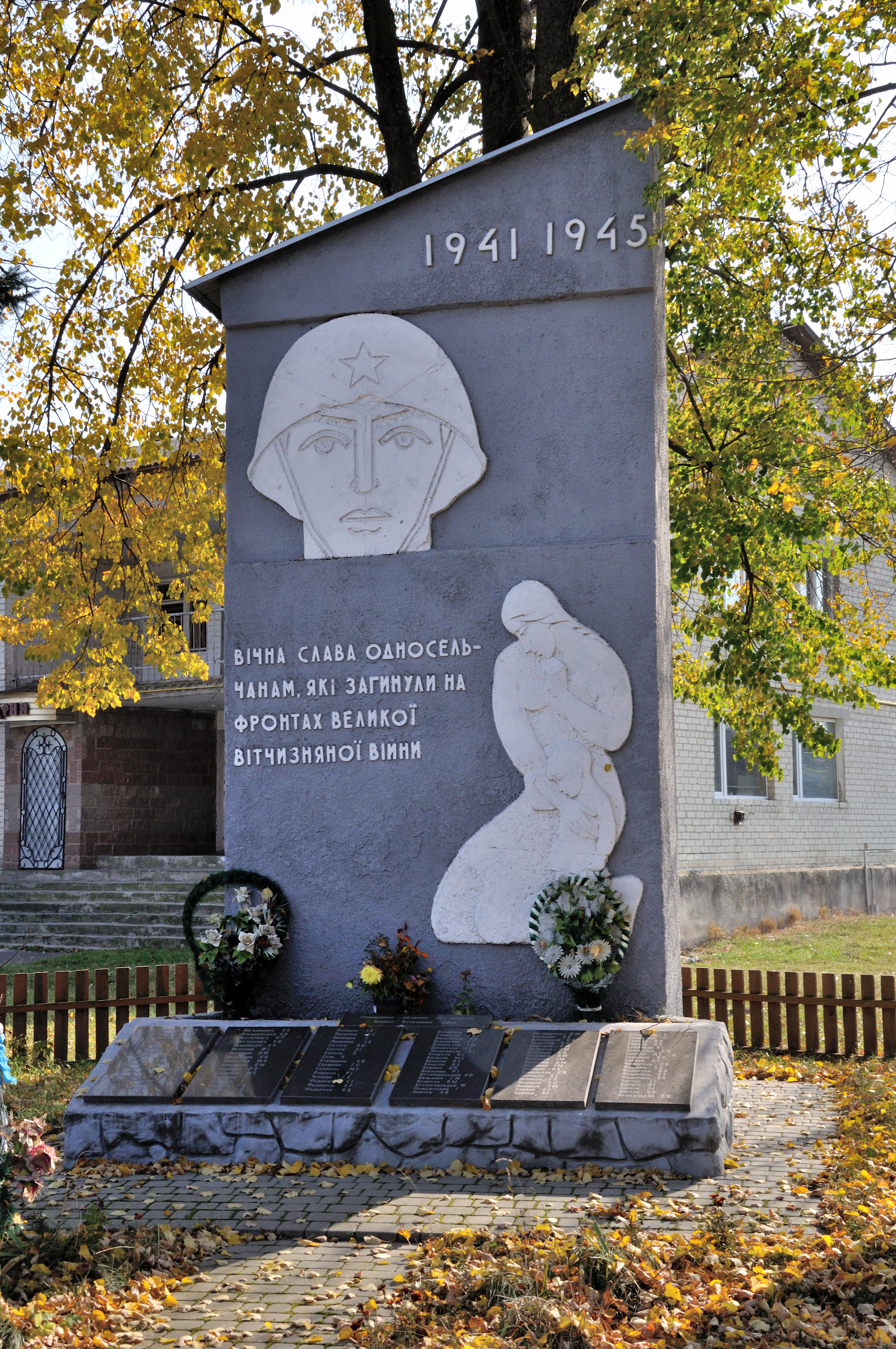
英雄纪念碑

庫斯廷（烏克蘭語：Кустин），是烏克蘭西北部里夫内州里夫内区亚历山德里亚市镇的村落。始建於1518年，面積1.16平方公里，海拔高度182米，2001年該村落人口978。